# حبيب القلب (ألبوم)
حبيب القلب: أحد ألبومات المطرب إيهاب توفيق صدر مطلع العام 2001.ضم الألبوم تسعة أغاني، ويعد الألبوم الأكثر نجاحا في مسيرة إيهاب توفيق، باع خلال الأسبوع الأول ما يقارب 300 ألف نسخة، مما يجعله أحد أكثر الألبومات مبيعا خلال أسبوع في العالم العربي.
تصدر الألبوم الألبومات الأكثر مبيعا في مصر، وبقي شهر في المرتبة الأولى.وبقي عدة شهور ضمن الألبومات العشرة الأكثر مبيعًا.كما تصدرت أغنية تترجى فيه الأغاني الأكثر إستماعيًا في مصر عبر الإنترنت آنذاك.

## قائمة الأغاني
| الرقم | اسم الاغنية       | الشاعر          | الملحن     | الموزع    |
| ----- | ----------------- | --------------- | ---------- | --------- |
| 1     | حبيب القلب        | أحمد شتا        | حسين محمود | أشرف عبده |
| 2     | علمني الحب        | أحمد فوزي       | وليد سعد   | أشرف عبده |
| 3     | تترجى فيا         | بهاء الدين محمد | حمدي صديق  | أشرف عبده |
| 4     | مشتاق             | إكرام العاصي    | محمد رحيم  | أشرف عبده |
| 5     | الله يكون في عونك | بهاء الدين محمد | وليد سعد   | أشرف عبده |
| 6     | يا رموشها         | أحمد شتا        | حسين محمود | أشرف عبده |
| 7     | إيه فكرك بيا      | أحمد شتا        | حسين محمود | أشرف عبده |
| 8     | لا خطر            | منصور البلوي    | وليد سعد   | أشرف عبده |
| 9     | جرح الناس         | أحمد شتا        | حسين محمود | أشرف عبده |